# Selma (Tarragona)
Selma es un despoblado español del municipio de Aiguamurcia, perteneciente a la provincia de Tarragona, en la comunidad autónoma de Cataluña.

## Toponimia
El nombre del lugar puede encontrarse escrito con las grafías Selma y Celma.

## Historia
Hacia mediados del siglo XIX, el lugar, por entonces con ayuntamiento propio, tenía contabilizada una población de 152 habitantes. Aparece descrito en el sexto volumen del Diccionario geográfico-estadístico-histórico de España y sus posesiones de Ultramar de Pascual Madoz con las siguientes palabras:

CELMA: l. con ayunt. en la prov. de Tarragona, part. jud. de Bendrell, aud. terr., c. g. y dióc. de Barcelona. sit. en terreno montuoso, con buena ventilacion y clima sano. Tiene 30 casas; 10 ó 12 reunidas, y las demas diseminadas; una igl. parr. (San Cristobal), servida por un cura de ingreso, que nombra el Gran Prior de la órden de San Juan de Jerusalen, que ejerce el derecho de patronato, desde la estincion de los templarios, á los cuales perteneció esta igl., y el edificio arruinado que se halla próximo á ella, que era su antiguo convento y 3 capillas con culto público de propiedad del pueblo. El térm. confina N. Pontons, del part. de Villafranca de Panadés, prov. de Barcelona; E. Montmell; S. Albá, y O. Montagut, del part. de Montblanch. El terreno es de buena calidad, y muy fertil, particularmente el llano de Manlleu. la parte montañosa está poblada de pinos, robles y encinas. Hay caminos carreteros y de herradura. El correo se recibe de Viarrodona. prod: cereales, vino, aceite, frutas y abundancia de miel y cera; cria ganado lanar y cabrio, y caza de varias especies. pobl.: 23 vec., 152 alm. cap. prod.: 2.556,000 imp.: 95,796 rs.
(Madoz, 1847, p. 301)

El municipio de Selma desapareció de cara al censo de 1857, al incorporarse al de Aiguamurcia.